# Ribeirinha (Ribeira Grande)
Ribeirinha es una freguesia portuguesa perteneciente al municipio de Ribeira Grande, situado en la Isla de São Miguel, Región Autónoma de Azores. Posee un área de 17,75 km² y una población total de 2124 habitantes (2001). La densidad poblacional asciende a 119,7 hab/km². Se encuentra a una latitud de 37° N y una longitud 25º O. La freguesia se encuentra a 144 m s. n. m.
- Datos: Q2652548
- Multimedia: Ribeirinha (Ribeira Grande) / Q2652548

1. ↑  Worldpostalcodes.org,código postal n.º 9600-323.